# 保罗·科克肖特

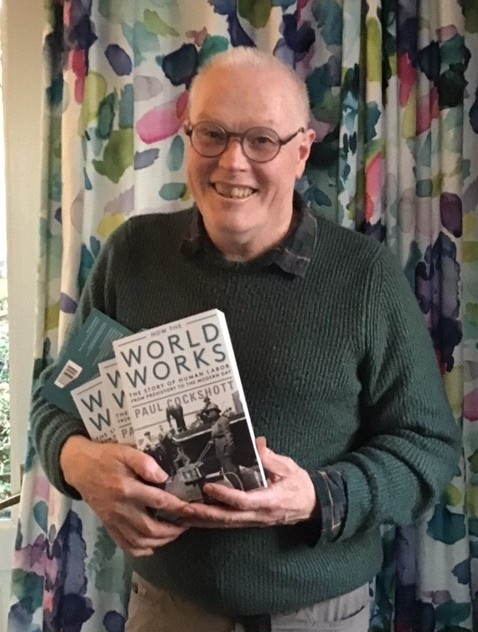
威廉·保罗·科克肖特

威廉·保罗·科克肖特（英語：William Paul Cockshott；1952年3月16日—）是苏格兰计算机科学家、经济学家和格拉斯哥大学讲师。他1952年3月16日出生于爱丁堡。1970年代是不列颠和爱尔兰共产主义组织的成员，但他和其他几个成员不满不列颠和爱尔兰共产主义组织对于工人控制（Workers' control）的立场，于1974年另立不列颠群岛共产主义组织。1980年代，他在爱丁堡攻读博士学位时，和计算机科学专业的同学Muffy Calder一起加入大不列颠共产党。
他在图像压缩、3D立体电视、并行编译器和医学影像等领域做出了贡献，因在经济计算问题的多学科领域的建议而广为人知，特别是作为《走向新社会主义》的共同作者，倡导对复杂经济进行更高效和更民主的规划。